# Rhabdornis inornatus
Rhabdornis inornatus là một loài chim trong họ Sturnidae.